# 中华学人与21世纪上海发展
中华学人与21世纪上海发展是创办于1998年的一個以上海经济发展為主題的研讨会。該研討會每两年舉辦一届。該研討會由上海海外联谊会、上海市欧美同学会·上海市留学人员联合会主办。會議期間有中外學者會就主題進行演講。